# 波皮利涅
46°53′58″N 31°22′23″E / 46.89944°N 31.37306°E
波皮利涅（烏克蘭語：Попільне），是烏克蘭南部的村莊，隸屬尼古拉耶夫州的尼古拉耶夫區。該村面積0.4平方公里，海拔高度12米，2001年人口181，人口密度每平方公里455.9人。